# Квартет (фильм, 1981)
«Квартет» (англ. Quartet) — кинофильм режиссёра Джеймса Айвори, вышедший на экраны в 1981 году. Экранизация одноимённого романа Джин Рис.

## Сюжет
Действие фильма происходит в 1920-е годы в Париже. После того, как её муж оказался в тюрьме, Мария Зелли (Изабель Аджани) осталась без средств к существованию и работы. Супружеская пара Хайдлеров неожиданно предлагает ей свою помощь и гостеприимство, но не совсем бескорыстно. Эйч-Джей Хайдлер страстно добивается, чтобы Мария стала его любовницей. Девушка, перед которой остро стоит вопрос выживания, через некоторое время соглашается. При этом она продолжает раз в неделю посещать в тюрьме своего мужа и морально его поддерживать, надеясь вернуться к нормальной жизни после его освобождения.

## В ролях
- Алан Бейтс — Эйч-Джей Хайдлер
- Изабель Аджани — Мария Зелли
- Мэгги Смит — Лоис Хайдлер
- Энтони Хиггинс — Стефан Зелли
- Пьер Клеманти — Тео, порнограф
- Сюзанна Флон — мадам Ошам
- Даниэль Месгиш — Пьер Шламовиц
- Шейла Гиш — Анна
- Дэниел Чатто — Ги

## Призы и номинации
- 1981 — приз Каннского кинофестиваля за лучшую женскую роль (Изабель Аджани).
- 1982 — номинация на премию BAFTA за лучшую женскую роль (Мэгги Смит).